# Vazão
Vazão ou caudal (ou ainda, "débito") é a taxa de variação, por unidade de tempo, de volume e/ou massa de determinado fluido que passa por uma determinada seção de um conduto livre ou forçado. Ou seja, vazão é a rapidez com a qual um volume e/ou massa escoa. Vazão corresponde à taxa de escoamento, ou seja, quantidade de material transportado através de conduto livre ou forçado, por unidade de tempo. Ainda outra definição é a de um fluxo volumétrico.
Um conduto livre pode ser um canal, um rio ou uma tubulação. Um conduto forçado pode ser uma tubulação com pressão positiva ou negativa. Assim, pode-se escrever a vazão.
Com a área a em m² e a velocidade de escoamento v em m/s, vazão é dada em m³/s.

## Unidades de medida
Fluxos de gás e líquido podem ser medidos com volumes, como litros por segundo ou quilogramas por segundo. Essas unidades podem ser mutuamente conversíveis, sabendo-se a densidade do material, sendo que a densidade de um líquido não depende tanto de suas condições. Já nos gases a densidade depende de uma série de fatores: pressão, temperatura e da natureza ou composição do gás.

### Vazão Normal
É muito utilizada para medição de gases com unidades como Nm³/h (Normal metro cúbico por hora). A medição de vazão de gás ou vapor não é tão trivial quanto a medição de vazão de líquidos, isso acontece porque a massa específica se altera conforme as condições de pressão e temperatura (Líquidos também possuem sensibilidade a tais variáveis, porém a variação final é praticamente irrisória). A maneira mais sensata então de se medir e/ou comparar vazão de gás ou vapor é utilizando a CNPT (Condição normal de temperatura e pressão, dai o termo "normal"), nessa condição pode-se estabelecer a massa específica do fluído a 273,15K e 101,325 kPa. Conhecendo-se a vazão normal, pode-se calcular a vazão real utilizando a equação de estado do gás, para o gás ideal, a equação de Clapeyron (PV=NRT).

### Líquido
Para líquidos, várias unidades são usadas, a depender da aplicação (galões por minuto, litros por segundo, bushels por minuto, cumec (metros cúbicos  por segundo)  ou acre-feet por dia.
Em Oceanografia, uma unidade comum para medir o transporte de volume (volume de água, por exemplo) é sverdrup (Sv), onde um sverdrup equivale a 106 m3/s.

### Caudal
Matematicamente o caudal mássico é o produto do caudal volumétrico pela massa volúmica (ou massa volumar ou massa específica) do fluido.
Dada uma área A e um fluido que a atravessa com velocidade uniforme v e com um ângulo θ (em relação à perpendicular de A), então o caudal é calculado da seguinte forma:
{\displaystyle \phi =A\cdot v\cdot \cos \theta .}
Para o caso particular em que o fluido flui perpendicularmente à área A, ou seja, quando θ = 0 e portanto cosθ = 1, então o caudal é simplesmente:
{\displaystyle \phi =A\cdot v.}
Se a velocidade do fluido não for uniforme (ou se a área não for plana) então o caudal pode ser calculado recorrendo a um integral de superfície:
{\displaystyle \phi =\iint _{S}\mathbf {v} \cdot d\mathbf {S} }